# Giao Lạc
Giao Lạc là một xã ven biển thuộc huyện Giao Thủy, tỉnh Nam Định, Việt Nam.
Xã Giao Lạc có diện tích 6,85 km², dân số năm 1999 là 8783 người, mật độ dân số đạt 1282 người/km².
Đây là địa phương có dự án Đường cao tốc Ninh Bình – Hải Phòng đi qua.
Một trong các xã đã đạt chuẩn Nông thôn mới giai đoạn 2010 - 2015

## Lịch sử[3]

#### Thời Tự Đức (1848 - 1883)
Thuộc tổng Lạc Thiện. Xã Giao Lạc thời ấy có tên gọi là Tập Thiện

#### Năm 1940 - 1944
Chính phủ bảo hộ Pháp cho sáp nhập một số ấp nhỏ thành một xã. Tập Thiện gồm ấp Nam Thiện và ấp Đại Đồng

#### Tháng 3 - 1946
Quốc hội nước Việt Nam Dân chủ Cộng hòa quyết định các hành chính bỏ cấp Tổng, hợp nhất các xã nhỏ thành xã lớn: Xã Thiện Hương gồm Trà Hương và Tập Thiện

#### Năm 1952
Chính phủ đổi tên các xã: Xã Tập Thiện thành xã Giao Lạc: Đại Đồng, Nam Thiện

#### Năm 1956 - Cải cách ruộng đất
Xã Giao Lạc chia thành 2 xã Giao Lạc và Giao Thuận

## Địa giới hành chính
Địa giới hành chính xã: Xã Giao Lạc nằm ở phía Đông của huyện Giao Thủy.
Giáp với các xã: Giao An, Giao Thanh, Hồng Thuận, Bình Hòa, Giao Xuân và Biển Đông.
Xã Giao Lạc là một trong số các xã nằm trong vùng biên giới biển.

## Đơn vị hành chính
Xã Giao Lạc gồm 8 xóm. UBND xã nằm ở xóm 6

## Kinh tế
Giao Lạc là một xã thuần nông nghiệp, không có các ngành nghề truyền thống. Nền kinh tế tự cung tự cấp, phát triển theo hướng tự phát của từng gia đình. Tiểu thủ công nghiệp cũng phát triển: nghề may áo dài và váy cưới.
Giao Lạc có chợ Đại Đồng nằm ở xóm 2 trên đường trục chính của xã. Chợ họp vào các phiên ngày chẵn âm lịch của tháng.

## Y tế - Giáo dục
Xã hiện có 1 trường cấp I (Trường Tiểu học Giao Lạc), và 01 trường cấp II (THCS Giao Lạc). Trường Tiểu học cơ sở và Trung học cơ sở Giao Lạc cũng đã được công nhận đạt chuẩn quốc gia.
Hiện xã cũng có trường mẫu giáo đạt chuẩn theo quy định của sở giáo dục.
Hệ thống y tế khá chậm phát triển, nhưng trạm y tế đã có Bác sĩ, điều dưỡng làm việc.

## Tôn giáo
Giao Lạc có 2 tôn giáo chính: Phật giáo và Thiên Chúa giáo. Trong đó, 70% dân số theo đạo Thiên Chúa giáo
Phật giáo: Chùa Lạc Hồng
Thiên Chúa giáo có 2 giáo xứ lớn là Giáo xứ Đền thánh Đại Đồng và Giáo xứ Lạc Nam. Ngoài ra, còn có các giáo họ lớn như Giáo họ Giáo Phòng, Giáo họ Phú Lục,Giáo họ Mẹ Thiên Chúa,...

## Người Giao Lạc
1. Lê Nguyên Khính - Nguyên Giám đốc Sở Giao thông Vận tải Nam Định - xóm 15
2. Mai Thanh Long - Nguyên Chủ tịch UBND Huyện Giao Thủy - Giám đốc Sở Khoa học Công nghệ tỉnh Nam Định - xóm 18
3. Trịnh Văn Khanh - Chủ tịch HĐQT - Công ty cổ phần đầu tư - thương mại và xây dựng Vân Khánh - xóm 17
4. PGS.TS Bùi Văn Huyền - Viện trưởng - Viện Kinh tế - Học viện Chính trị Quốc gia Hồ Chí Minh - xóm 17
5. Thiếu tướng Lê Văn Thuận - Phó Chánh Văn phòng Bộ Quốc phòng - Xóm 9
6. Đào Văn Dũng (Long) - Nhà thơ thời bình những năm 1980 -Xóm 6
7. Tường Barber - Chuỗi cửa hàng cắt tóc và đào tạo tóc nổi tiếng tại Hà Nội